# Channel 10
Albums de Capone-N-Noreaga
Iraq to Kuwait
(2008) The War Report 2: Report the War
(2010)
Singles
1. Follow the Dollar
Sortie : 25 novembre 2008
2. Rotate
Sortie : 27 janvier 2009
3. Talk to Me, Big Time
Sortie : 3 mars 2009

Channel 10 est le troisième album studio de Capone-N-Noreaga, sorti le 17 mars 2009.
L'album s'est classé 21e au Top Independent Albums, 21e au Top R&B/Hip-Hop Albums et 136e au Billboard 200.

## Liste des titres
| No  | Titre                                                            | Contient un (des) sample(s) de                          | Durée |
| --- | ---------------------------------------------------------------- | ------------------------------------------------------- | ----- |
| 1.  | Intro                                                            |                                                         | 0:54  |
| 2.  | United We Stand                                                  | Tunnel of Love de Dire Straits                          | 4:08  |
| 3.  | Rotate (featuring Ron Browz et Busta Rhymes)                     |                                                         | 4:14  |
| 4.  | Talk to Me, Big Time                                             |                                                         | 3:14  |
| 5.  | Bring it Here                                                    |                                                         | 3:49  |
| 6.  | Grand Royal                                                      | Invincible de Capone-N-Noreaga                          | 3:40  |
| 7.  | The Argument                                                     |                                                         | 3:18  |
| 8.  | Mirror                                                           |                                                         | 3:46  |
| 9.  | Wobble (featuring Mobb Deep)                                     |                                                         | 4:27  |
| 10. | Channel 10                                                       |                                                         | 3:12  |
| 11. | Beef                                                             |                                                         | 3:35  |
| 12. | My Life                                                          |                                                         | 3:26  |
| 13. | Stick Up                                                         |                                                         | 3:28  |
| 14. | My Hood (featuring Clipse, Tha Dogg Pound, Maino et Uncle Murda) |                                                         | 6:07  |
| 15. | Follow the Dollar                                                |                                                         | 3:30  |
| 16. | You See Me!!!!                                                   |                                                         | 3:15  |
| 17. | Addicted                                                         | I Just Want to Be the One in Your Life de Barry Manilow | 3:51  |

| 18. | Dead Broke     | | 4:54 |
| 19. | S.O.R.E.       | Going the Distance de Bill Conti La Schmoove de Fu-Schnickens featuring Phife Dawg Hello Brooklyn 2.0 de Jay-Z featuring Lil Wayne A Milli de Lil Wayne | 3:22 |
| 20. | Happy Birthday | | 3:55 |